# Amphiprion omanensis
Amphiprion omanensis là một loài cá hề thuộc chi Amphiprion trong họ Cá thia. Loài này được mô tả lần đầu tiên vào năm 1991.

## Từ nguyên
Từ định danh được đặt theo tên của nơi đầu tiên phát hiện ra loài cá này, vùng bờ biển Oman (hậu tố ensis trong tiếng Latinh dùng để chỉ nơi chốn).

## Phạm vi phân bố và môi trường sống
A. omanensis được ghi nhận dọc theo bờ biển Oman trải dài đến quần đảo Socotra (Yemen), và có thể xuất hiện ở mũi phía đông của Somalia. Loài này sinh sống gần các rạn san hô ven bờ ở độ sâu khoảng 2–23 m.
A. omanensis sống cộng sinh với hải quỳ của ba loài là Entacmaea quadricolor, Heteractis crispa và Stichodactyla haddoni.

## Mô tả
A. omanensis có chiều dài cơ thể tối đa được ghi nhận là 15,5 cm. A. omanensis có màu nâu da cam đến nâu sẫm; đầu có màu nâu nhạt hơn (rất nhạt ở mõm và cằm). Thân có 2 dải sọc trắng: sau mắt và giữa thân. Vây ngực phớt màu vàng; vây đuôi nâu nhạt đến hơi trắng; vây bụng và vây hậu môn màu đen; vây lưng nâu.
Chỉ A. omanensis và Amphiprion latifasciatus là hai loài có vây đuôi xẻ thùy, điều này giúp phân biệt chúng với các loài cá hề khác; tuy nhiên, A. latifasciatus có dải trắng giữa thân dày hơn so với A. omanensis. Thùy đuôi trên của A. omanensis dài hơn thùy dưới.
Số gai ở vây lưng: 10; Số tia vây ở vây lưng: 16–17; Số gai ở vây hậu môn: 2; Số tia vây ở vây hậu môn: 14–15; Số tia vây ở vây ngực: 19–20.

## Sinh thái học
Cũng như những loài cá hề khác, A. omanensis là một loài lưỡng tính tiền nam (cá cái trưởng thành đều phải trải qua giai đoạn là cá đực) nên cá đực có kích thước nhỏ hơn cá cái. Một con cá cái sẽ sống thành nhóm cùng với một con đực lớn (đảm nhận chức năng sinh sản) và nhiều con non nhỏ hơn. Trứng được cá đực lớn bảo vệ và chăm sóc đến khi chúng nở. Một nghiên cứu cho thấy, cá ấu trùng của A. omanensis có xu hướng phân tán xa về phía nam nhiều hơn so với phía bắc, do ảnh hưởng từ hướng chảy của hải lưu ở khu vực đó.
A. omanensis và Amphiprion bicinctus được ghi nhận là đã lai tạp với nhau ở ngoài khơi đảo Socotra, nơi mà cả hai loài này rất hiếm khi được nhìn thấy.
Thức ăn của chúng chủ yếu là động vật phù du và tảo.

## Thương mại
A. omanensis được đánh bắt bởi những người thu mua cá cảnh.